# Espanya (métro de Barcelone)
Espanya est une station des lignes 1 et la 3 du métro de Barcelone. Elle est située sous la place d'Espagne, dans le district Eixample, à Barcelone en Catalogne.
Elle est également en correspondance avec la station Plaça d'Espanya, desservie par la ligne 8 du métro, ainsi que les lignes S3, S4, S8, S9, R5/R50 et R6/R60 des Chemins de fer de la généralité de Catalogne (FGC).

## Situation sur le réseau

Plan du métro de Barcelone (2019).

Établie en souterrain la station Espanya est située sur la ligne 1 et la ligne ligne 3 : sur la ligne 1 elle est située entre la station Hostafrancs en direction de la station terminus Hospital de Bellvitge, et la station Rocafort, en direction de la station terminus Fondo ; sur la ligne 3 elle est située entre la station Tarragona en direction de la station terminus Zona Universitària, et la station Poble Sec, en direction de la station terminus Trinitat Nova,.

## Histoire
La station Espanya de la ligne 1 du métro de Barcelone est mise en service le 10 juin 1926. Elle devient une station de correspondance le 15 juillet 1975, avec la mise en service de la station Espanya de la ligne 3 du métro de Barcelone.

## Services aux voyageurs

### Intermodalité
La station constitue un pôle d'échange ferroviaire entre la ligne 1 et la ligne 3 du métro de Barcelone et la station Plaça d'Espanya, terminus, sur un premier quai central, de la ligne 8 du métro de Barcelone, mais aussi, sur un deuxième quai central, des trains de banlieue de la ligne Llobregat - Anoia opérés, comme la ligne 8, par les Chemins de fer de la généralité de Catalogne (FGC).

## À proximité
- Gran Via de les Corts Catalanes
- Place d'Espagne (Barcelone)